# Spongiporus
Spongiporus är ett släkte av svampar. Spongiporus ingår i familjen Fomitopsidaceae, ordningen Polyporales, klassen Agaricomycetes, divisionen basidiesvampar och riket svampar.
Släktet innehåller bara arten Spongiporus undosus.